# 아우슈리네
아우슈리네 (Aušrinė) (Aušra-dawn과 혼동하지 말 것)리투아니아 신화의 새벽, 하늘의 여신으로 비범한 미의 처녀로 여겨진 샛별 (베누스)의 여신이다. 고대 리투아니아인들은 아우슈리네를 미, 젊음, 건강과 연관지었다.
아우슈리네는 먼저 하늘을 밝히고 어둠을 몰아낸다. 동쪽과 서쪽의 별 아래 농부들은 일을 시작하고 끝냈다.
그녀는 바카리네와의 대립자이다.

## 참고 문헌
1. ↑  lt:Gintaras Beresnevičius, Aušrinė. Visuotinė lietuvių enciklopedija, T. II (Arktis-Beketas). – Vilnius: Mokslo ir enciklopedijų leidybos institutas, 2002